# Smal groefkopje
Het smal groefkopje (Monocephalus fuscipes) is een spinnensoort in de taxonomische indeling van de hangmatspinnen (Linyphiidae).
Het dier behoort tot het geslacht Monocephalus. De wetenschappelijke naam van de soort werd voor het eerst geldig gepubliceerd in 1836 door John Blackwall.